# 中国驻巴基斯坦大使馆
中华人民共和国驻巴基斯坦伊斯兰共和国大使馆，亦稱中國駐巴基斯坦大使館，是中华人民共和國駐巴基斯坦的外交代表機構，位于伊斯兰堡使馆区周恩来大道1号（No.1 Zhou Enlai Avenue, Diplomatic Enclave, Islamabad）。2015年6月16日，中国驻巴基斯坦大使馆新馆正式启用。

## 机构设置
根据有关规定，中国驻巴基斯坦大使馆设置下列机构：

### 内设机构
- 政新处
- 经商处
- 文化处
- 领侨处
- 办公室

### 总领事馆
- 中国驻卡拉奇总领事馆
- 中国驻拉合尔总领事馆

## 外部連結
- 中华人民共和国驻巴基斯坦伊斯兰共和国大使馆官方网站（简体中文）（英文）
- 中国驻巴基斯坦大使馆的Facebook專頁（英文）
- 中国驻巴基斯坦大使馆的X（前Twitter）（英文）